# Пшеленк (Вармінсько-Мазурське воєводство)
Пшеленк (пол. Przełęk) — село в Польщі, у гміні Плосьниця Дзялдовського повіту Вармінсько-Мазурського воєводства.
Населення — 354 особи (2011).

## Демографія
Демографічна структура станом на 31 березня 2011 року:
|          | Загалом | Допрацездатний вік | Працездатний вік | Постпрацездатний вік |
| -------- | ------- | ------------------ | ---------------- | -------------------- |
| Чоловіки | 191     | 41                 | 132              | 18                   |
| Жінки    | 163     | 37                 | 82               | 44                   |
| Разом    | 354     | 78                 | 214              | 62                   |